# The Kandidate
The Kandidate (tidligere The Downward Candidate) er et heavy metal/hardcore-band fra Danmark. Bandet har Jacob Bredahl som frontmand og har tourneret med bl.a. Volbeat og Entombed. Gruppens tidligere bassist, Kaspar Boye „KB“ Larsen, blev medlem af Volbeat i 2016.

## Diskografi
- Distort & Confuse (2005, demo som The Downward Candidate)
- Until We Are Outnumbered (2010)
- Facing The Imminent Prospect of Death (2012)